# Муйяль, Арман
Арман Муйяль (фр. Armand Mouyal, 16 октября 1925 — 15 июля 1988) — французский фехтовальщик-шпажист, чемпион мира, призёр Олимпийских игр.

## Биография
Родился в 1925 году в Оране. В 1951 году стал чемпионом мира. В 1952 году принял участие в Олимпийских играх в Хельсинки, но неудачно. В 1953 году стал серебряным призёром чемпионата мира. На чемпионате мира 1954 года завоевал бронзовую медаль. В 1955 году вновь стал серебряным призёром чемпионата мира. В 1956 году принял участие в Олимпийских играх в Мельбурне, где стал обладателем бронзовой медали командного первенства. На чемпионате мира 1957 года стал обладателем золотой медали. В 1958 году вновь стал бронзовым призёром чемпионата мира. В 1960 году принял участие в Олимпийских играх в Риме, но неудачно. На чемпионатах мира 1961 и 1963 годов становился обладателем серебряных медалей.